# 峨眉茜草
峨眉茜草（学名：Rubia magna），为茜草科茜草属下的一个植物种。